# Моосберг, Хильда Юхановна
Хильда Юхановна (Гильда Ивановна) Моосберг (эст. Hilda Moosberg, 23 ноября 1903, Санкт-Петербург — 31 мая 1985, Тарту) — эстонский советский историк, член-корреспондент АН Эстонской ССР (1951). Заслуженный деятель науки Эстонской ССР (1983).

## Биография
Училась в начальной школе Санкт-Петербургского эстонского просветительского общества 1913—1918; в 1926 году окончила Ленинградский коммунистический университет им. Ю. Мархлевского. Аспирант Государственного института истории материальной культуры АН СССР 1933—1936 гг. Кандидат исторических наук (1936). Докторант в Институте истории Академии наук СССР 1949—1952.
В советской Эстонии преподавала в Таллинском технологическом университете (1940 /1941, профессор кредитно-финансового факультета национальной истории).
Директор Государственного музея истории и революции Эстонской ССР (1940—1941). Во время Великой Отечественной войны — учитель истории в Ярославской области и преподаватель Томского педагогического института.
В 1945—1949 — доцент Тартуского университета, в 1947—1952 — заместитель директора Института истории АН ЭССР, в 1952—1963 — заведующая кафедрой Тартуского университета. Доктор исторических наук (1953). Профессор (1956).